# Woroneż
Woroneż (ros. Воронеж) – miasto obwodowe w Rosji, nad rzeką Woroneż (dopływ Donu). Znajduje się 486 km na południe od Moskwy, przy federalnej magistrali M4 „Don”. Aglomeracja woroneska liczy ponad 1,3 mln mieszkańców, a samo miasto (2020) 1 058 261 mieszkańców.

## Historia
Po raz pierwszy nazwę Woroneż wymienił pod datą 1177 roku Latopis Ipatijewski z XV wieku. Obecny Woroneż założony został w 1586 roku jako osada obronna na trasie najazdów Tatarów nogajskich i Tatarów krymskich. W 1682 stał się siedzibą biskupstwa prawosławnego.

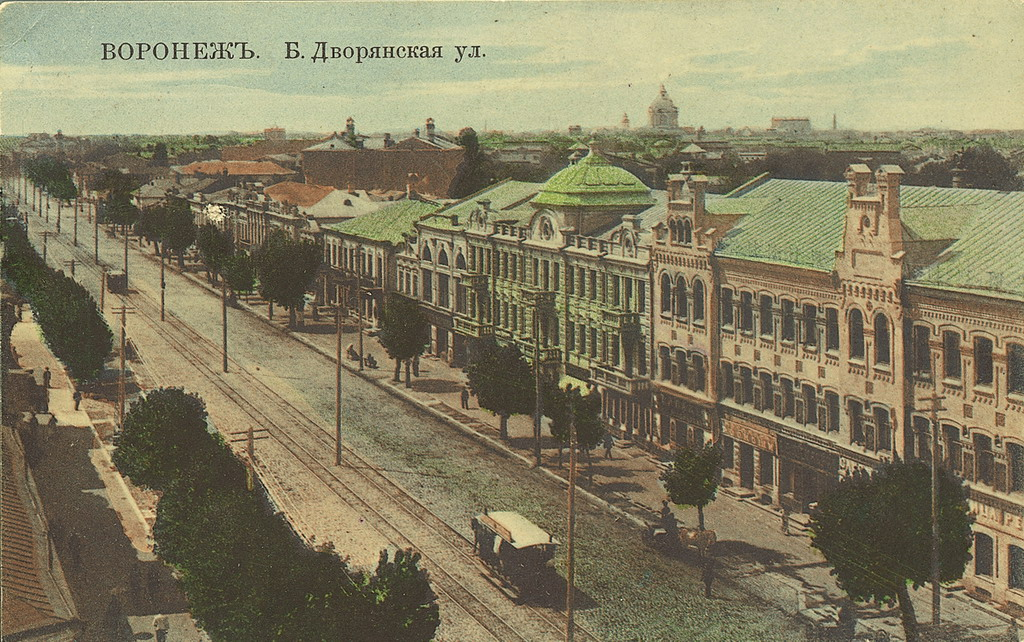
Woroneż ok. 1900 r.

Pod koniec XVII wieku car Piotr I rozkazał zbudować w Woroneżu stocznię rzeczną (Rosja nie posiadała wtedy na południu dostępu do morza). W 1700 roku rozpoczęto budowę pierwszego statku (Predestynacja (1700)), dlatego Woroneż jest znany w Rosji jako „kolebka floty rosyjskiej”. W XVIII wieku Woroneż stał się jednym z większych ośrodków na południu ówczesnej Rosji. Prawa miejskie otrzymał w 1779 roku.
W 1868 roku do miasta doprowadzono kolej. W roku 1919 w okolicach miasta przebiegały ciężkie walki bolszewików z oddziałami białogwardyjskimi. Większość budynków miasta została zniszczona podczas walk radziecko-niemieckich w 1943 roku. W latach 50. XX wieku miasto odbudowano w stylu socrealistycznym.

## Gospodarka
Miasto jest ważnym ośrodkiem przemysłu maszynowego, elektronicznego, chemicznego, lekkiego, spożywczego oraz materiałów budowlanych.

## Transport
- tramwaje w Woroneżu – zlikwidowano w 2009 roku.
- Woroneż (stacja kolejowa)
- Port lotniczy Woroneż – port lotniczy
- Polet Airlines – linia lotnicza

## Nauka i oświata
W mieście ma siedzibę Woroneski Uniwersytet Państwowy.

## Atrakcje turystyczne

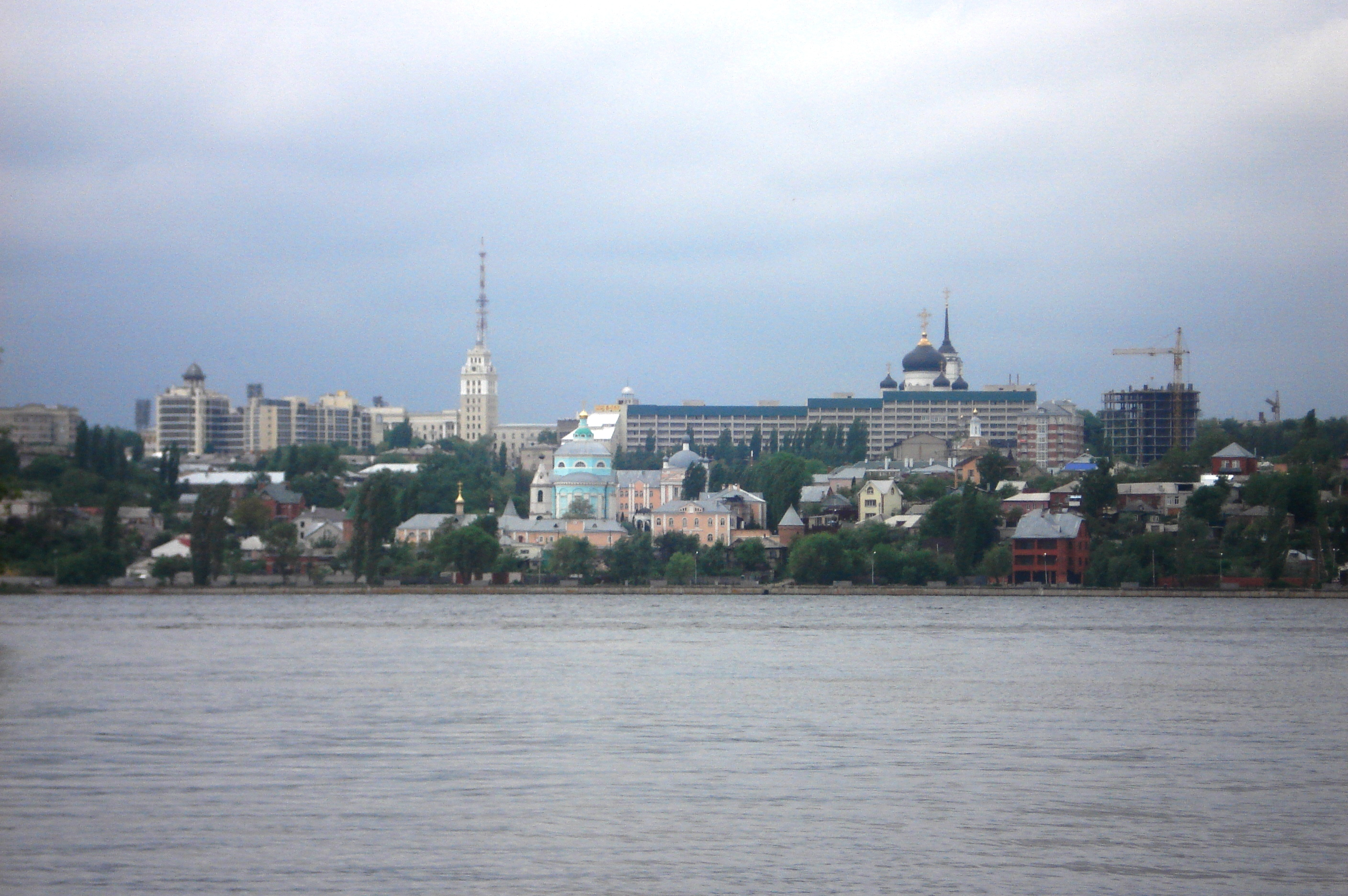
Panorama prawego brzegu

- Cerkiew Zaśnięcia Matki Bożej (Uspienska) z 1703 roku
- Sobór Opieki Matki Bożej (Pokrowski) z 1833 roku
- Sobór Zwiastowania z lat 1998–2001
- Cerkiew św. Michała Archanioła
- Cerkiew św. Mikołaja z 1720 roku
- Cerkiew Zmartwychwstania Pańskiego (Woskresienska) z 1762 roku
- Monaster żeński Aleksiejewo-Akatow
- Monaster Tolszewski
- Cerkiew św. Ilji
- Pomnik Iwana Bunina

## Sport
- Buran Woroneż – klub hokejowy

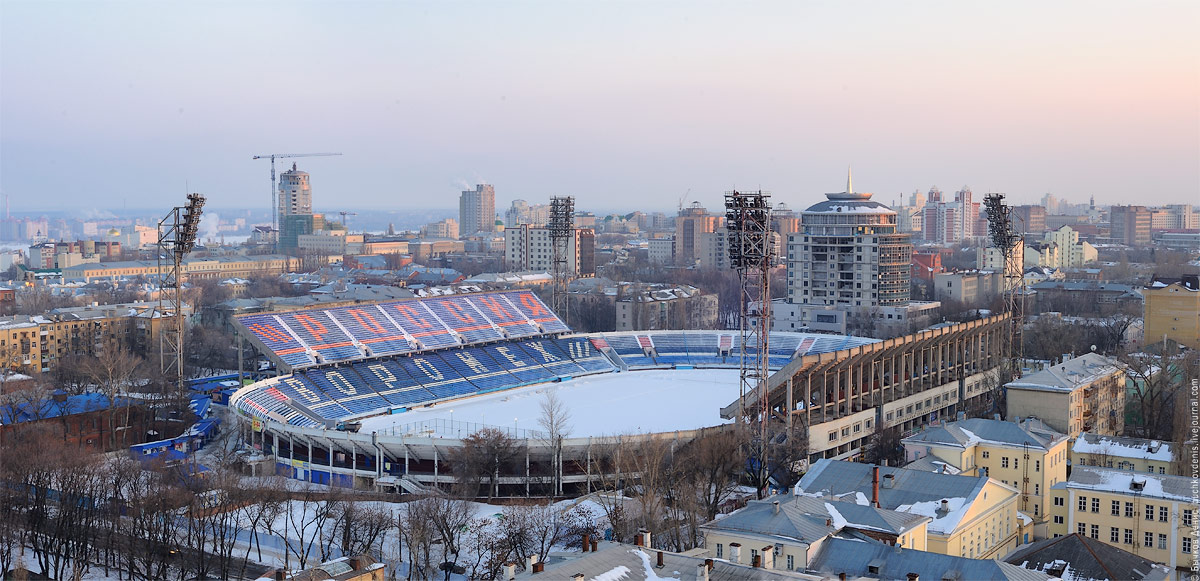
Stadion miejski

- Fakieł Woroneż – klub piłkarski mężczyzn
- Dinamo Woroneż – klub piłkarski mężczyzn
- Eniergija Woroneż – klub piłkarski kobiet

## Ludzie związani z Woroneżem
- Iwan Bunin – poeta i nowelista rosyjski
- Aleksiej Chowanski – redaktor i wydawca
- Arkadij Dawidowicz – pisarz, aforysta
- Aleksandr Litwinienko – funkcjonariusz KGB, FSB, zm. 2006
- Mitrofan z Woroneża – pierwszy prawosławny biskup woroneski

### Polacy w Woroneżu
W 1870 r. w Woroneżu urodził się Marcin Woyczyński, doktor medycyny, pułkownik lekarz Wojska Polskiego. W Woroneżu inżynier chemik Antoni Wołk-Łaniewski ukończył gimnazjum, a rotmistrz Mikołaj Maciejowicz szkołę wojskową. Podczas I wojny światowej Karol Koźmiński zorganizował w Woroneżu Związek Wojskowy Polaków, a internowany w mieście był pisarz Jan Parandowski. Po wojnie był tu więziony przez bolszewików wojskowy Stanisław Magnuszewski. W Woroneżu zmarli:
- Joachim Leśniewicz – kapitan wojska polskiego, działacz niepodległościowy, powstaniec listopadowy, po zsyłce na Syberię spędził tu ostatnie lata życia
- Aniela Gajewska – szarytka, skazana za pomoc powstańcom styczniowym, zmarła w drodze na zesłanie na Syberię
- Artur Hausner – poseł na Sejm II RP, więziony tu przez Rosjan w czasie II wojny światowej
- Bohdan de Nisau – działacz socjalistyczny i komunistyczny, inżynier chemik, więziony tu przez Rosjan

## Miasta partnerskie
- Charlotte, USA
- Brno, Czechy
- Sliwen, Bułgaria
- León, Hiszpania

## Galeria

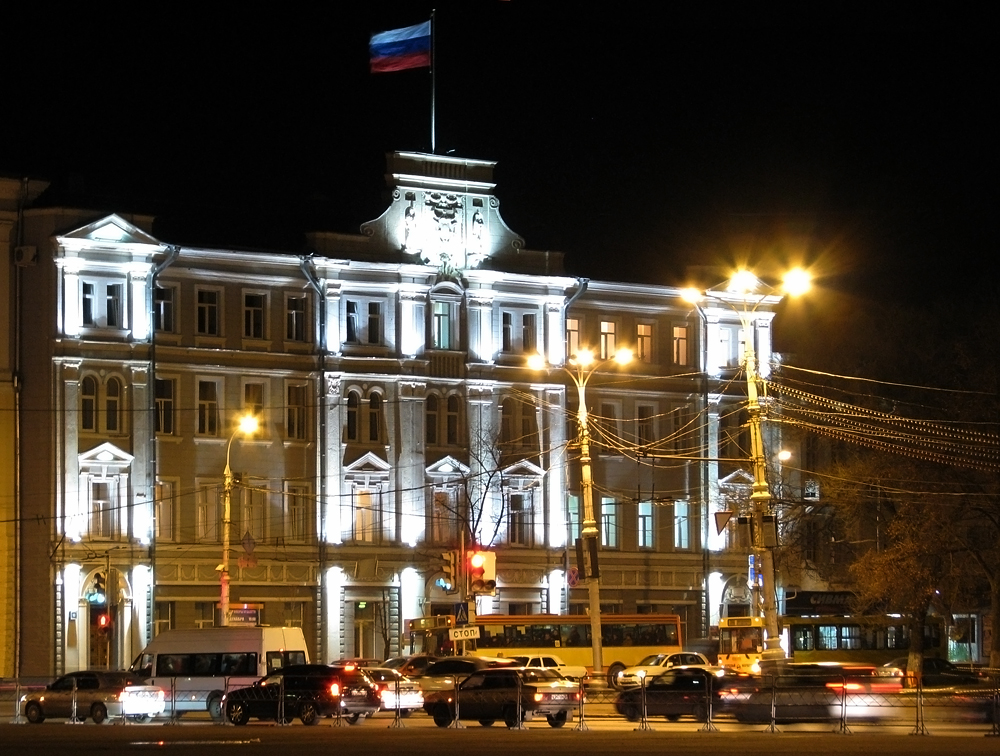
Administratura okręgowa miasta
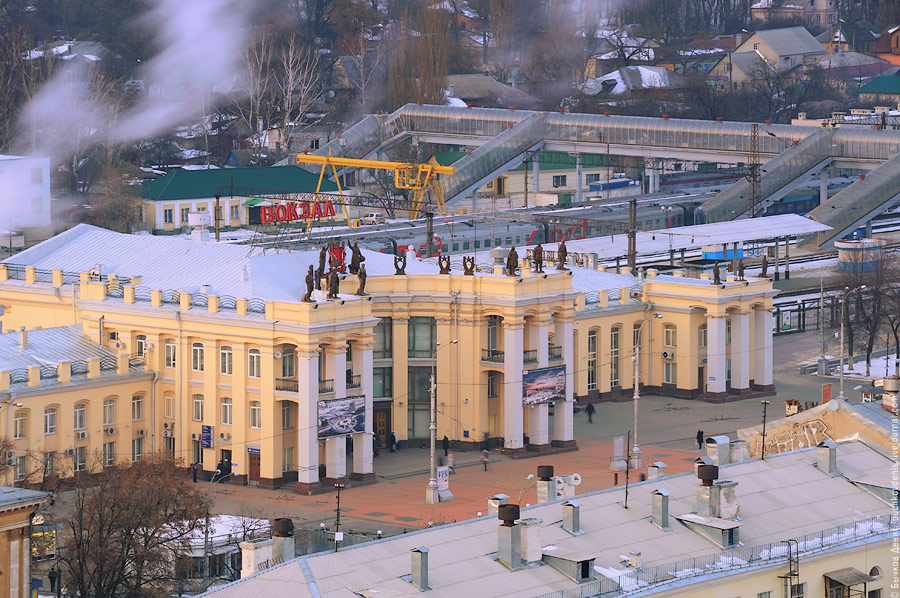
Stacja kolejowa Woroneż 1
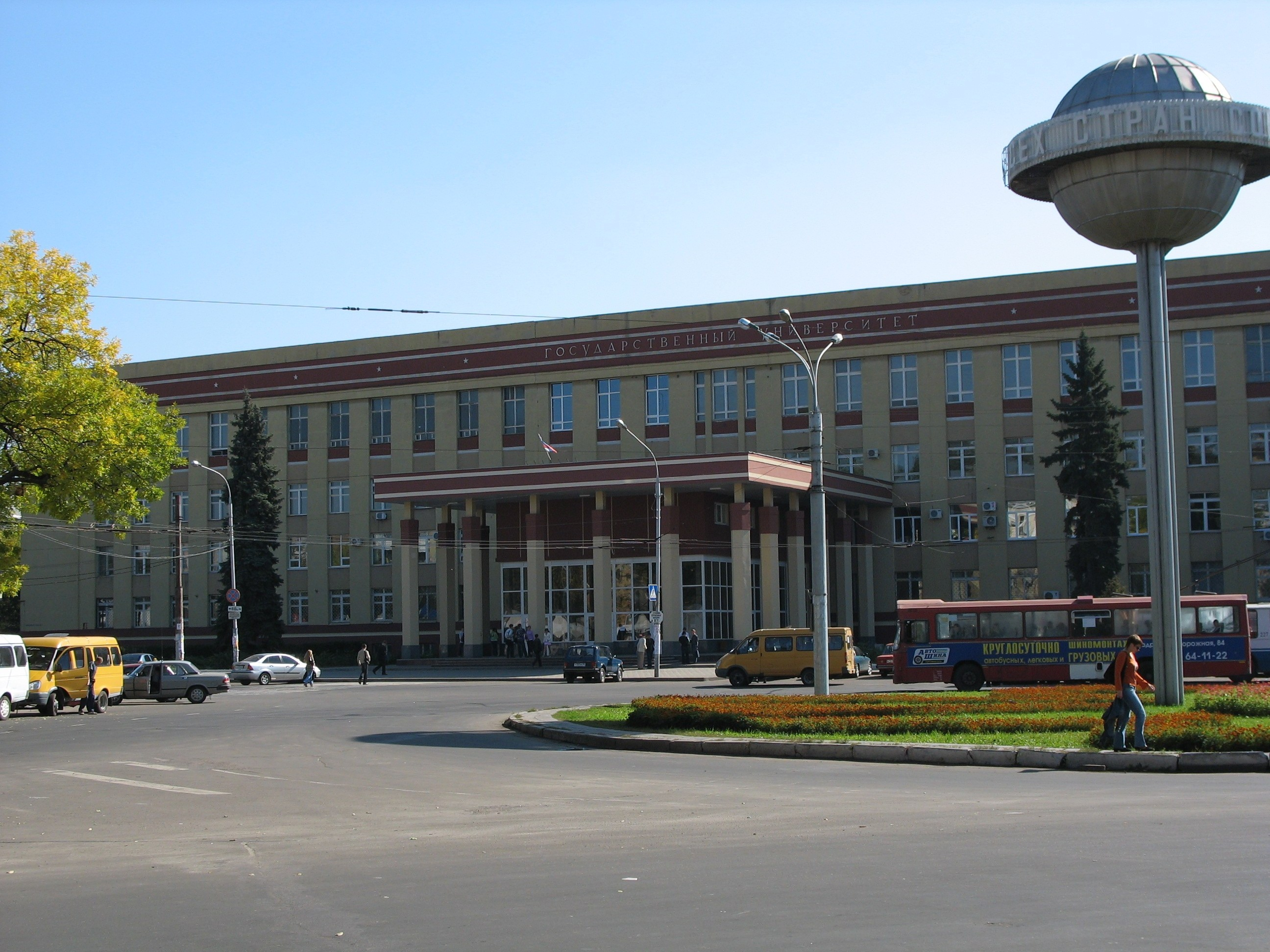
Budynek główny Woroneskiego Uniwersytetu Państwowego
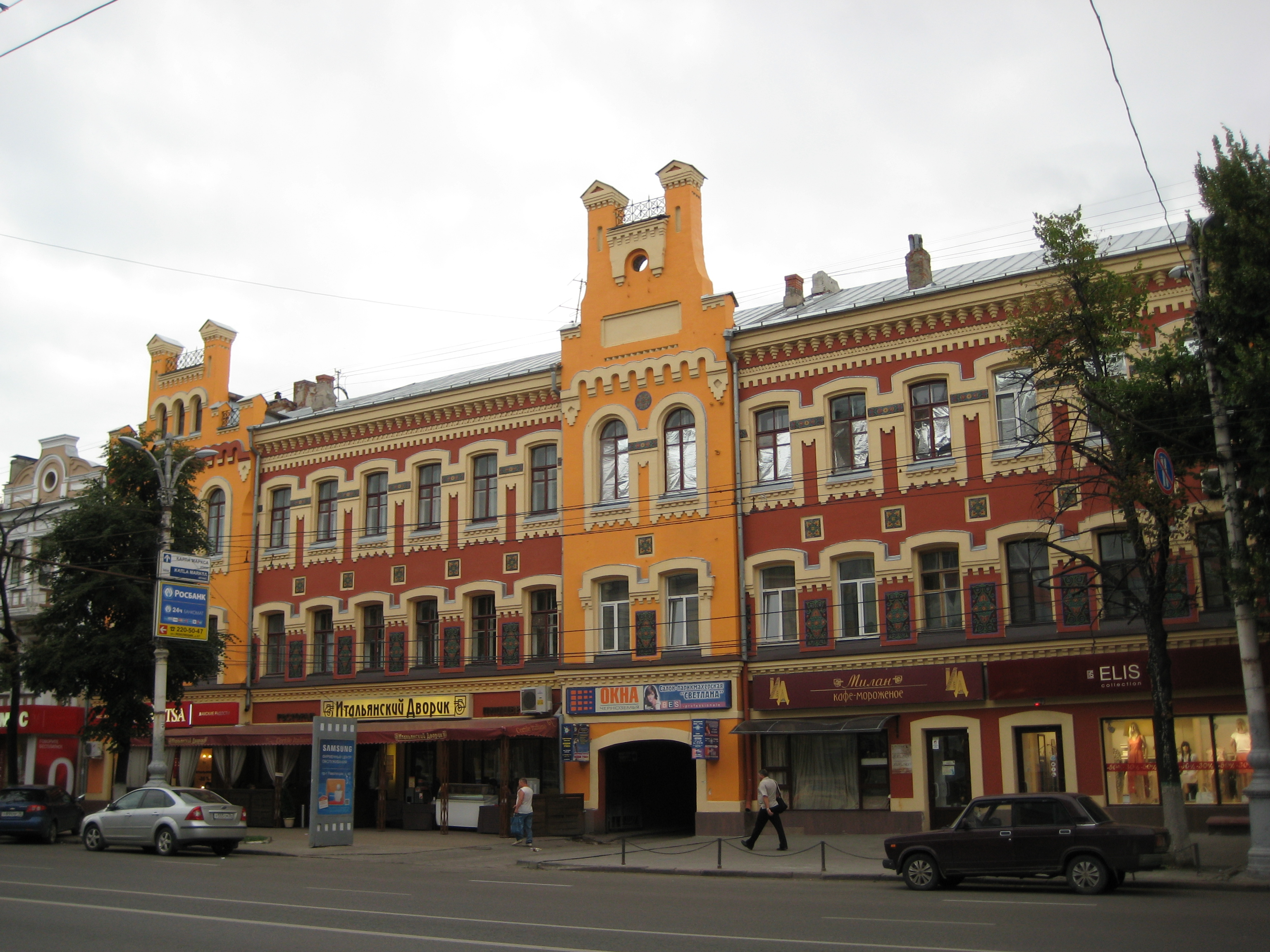
Gostynica Samofalowa
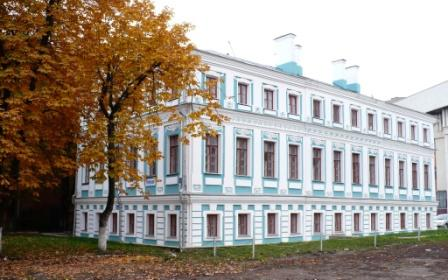
Pierwszy murowany dom we Woroneżu – Dom Sawostianowa (1760–1770)
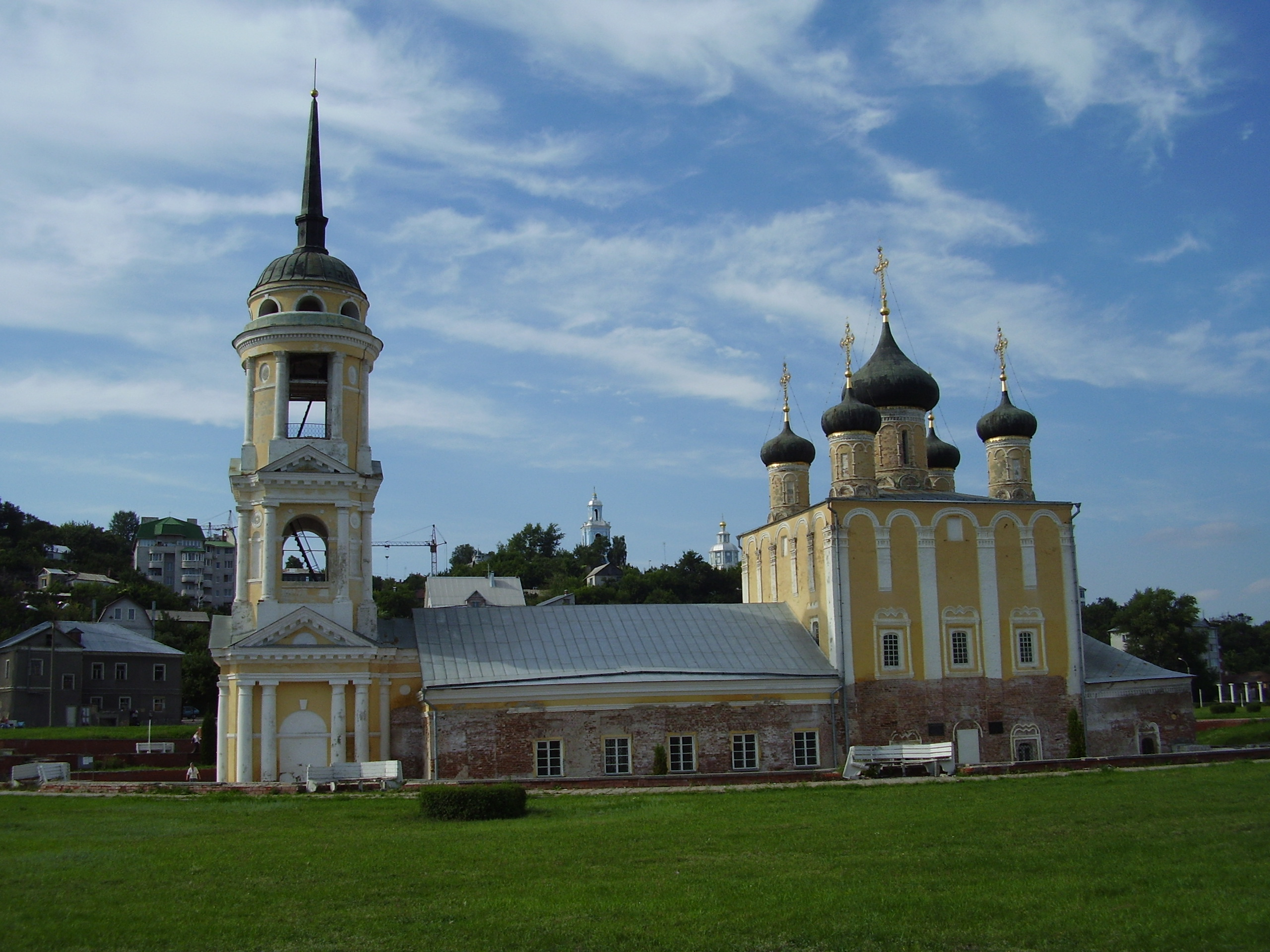
Cerkiew Uspienska
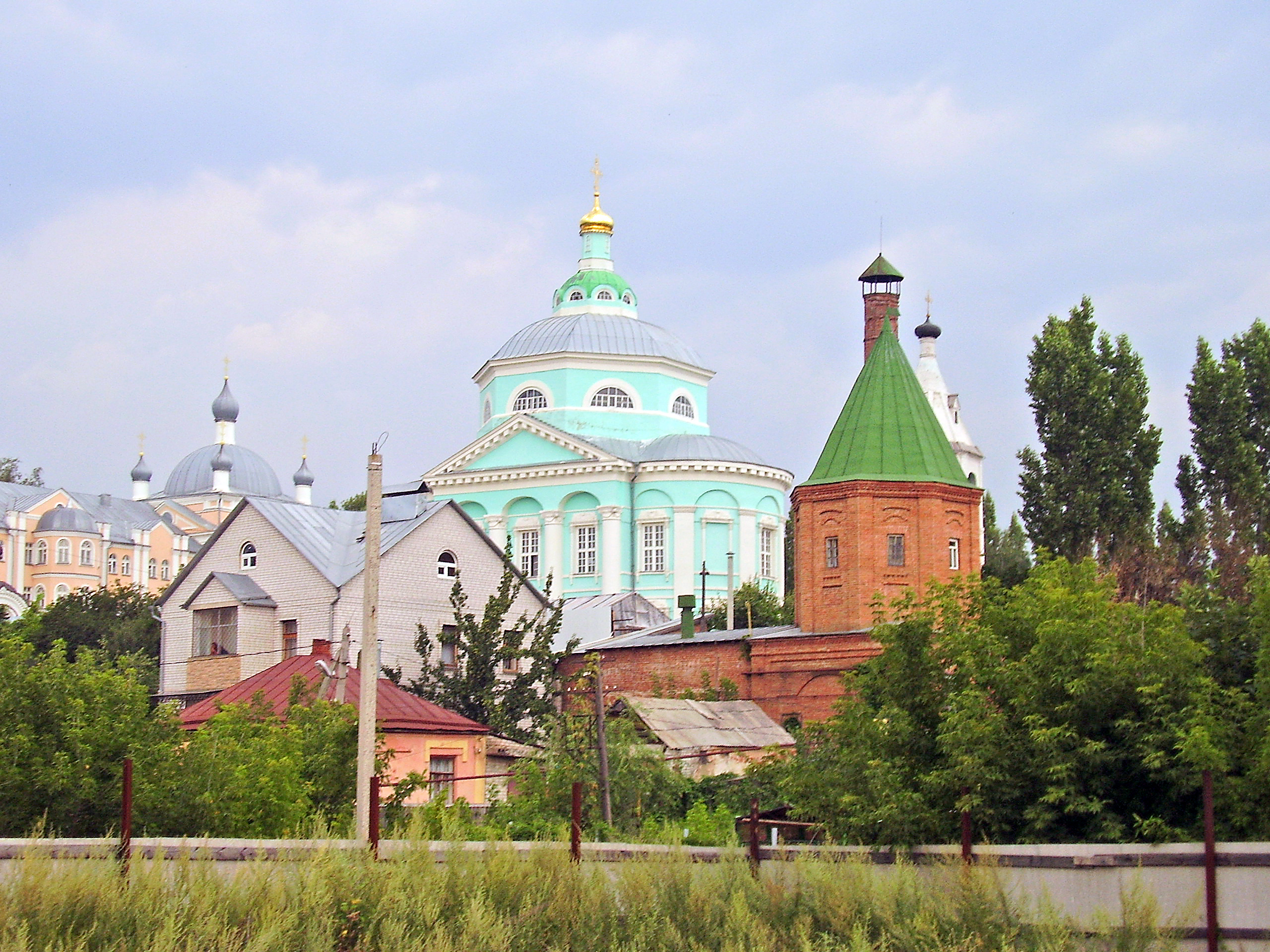
Monaster Aleksiejewo-Akatow